# Selandien
| Systeem Periode                            | Serie Tijdvak | Etage Tijdsnede | Ouderdom (Ma) |
| ------------------------------------------ | ------------- | --------------- | ------------- |
| Neogeen                                    | Mioceen       | Aquitanien      | jonger        |
| Paleogeen                                  | Oligoceen     | Chattien        | 23,03–28,1    |
| Paleogeen                                  | Oligoceen     | Rupelien        | 28,1–33,9     |
| Paleogeen                                  | Eoceen        | Priabonien      | 33,9–38,0     |
| Paleogeen                                  | Eoceen        | Bartonien       | 38,0–41,3     |
| Paleogeen                                  | Eoceen        | Lutetien        | 41,3–47,8     |
| Paleogeen                                  | Eoceen        | Ypresien        | 47,8–56,0     |
| Paleogeen                                  | Paleoceen     | Thanetien       | 56,0–59,2     |
| Paleogeen                                  | Paleoceen     | Selandien       | 59,2–61,6     |
| Paleogeen                                  | Paleoceen     | Danien          | 61,6–66,0     |
| Krijt                                      | Boven         | Maastrichtien   | ouder         |
| Indeling van het Paleogeen volgens de ICS. |               |                 |               |

Het Selandien (Vlaanderen: Selandiaan) is in de geologische tijdschaal een tijdsnede (en in de chronostratigrafie een etage) in het Paleoceen. Het Selandien duurde van 61,6 tot 59,2 Ma. Het komt na/op het Danien en na het Selandien komt het Thanetien.

## Stratigrafie
Het Selandien werd in 1924 geïntroduceerd door de Deense geoloog Alfred Rosenkrantz en is genoemd naar het Deense eiland Seeland.
De basis van het Selandien wordt gelegd binnen de magnetostratigrafische chronozone C27r, vlak boven een radiatie binnen het kalkig nannoplanktongeslacht Fasciculithus (de soorten F. ulii, F. billii, F. janii, F. involutus, F. tympaniformis and F. pileatus verschijnen allemaal vlak onder de basis van het Selandien) en het eerste verschijnen van de nannoplanktonsoort Neochiastozygus perfectus. Omdat in de oorspronkelijke typelocatiteit in Denemarken de basis gevormd wordt door een discordantie was dit geen geschikte plek voor een golden spike. In 2008 werd de golden spike daarom bevestigd in een ontsluiting langs het strand van Itzerun, in het Spaanse Baskenland.
De top van het Selandien (de basis van het Thanetien) ligt bij het begin van de magnetische chronozone C26n.
Het Selandien komt overeen met de onderste Tiffanian North American land mammal age, de Peligran, Tiupampan en onder-Itaboraian South American land mammal ages en een gedeelte van de Nongshanian Asian land mammal age.